# 犀浦东站
犀浦东站原名金牛站，位于四川省成都市郫都区犀浦街道，是成都市域铁路成灌线上一座高架车站，现已不办理客运业务。该站隶属成都铁路局。

## 运营信息
在安靖站启用后，本站已经于2017年7月1日停止办理客运业务，所有列车不停站通过。此前曾有CRH1A型担当的城际动车组列车停靠。

## 车站结构
犀浦东站是一个高架侧式站台火车站，站台配有半高屏蔽门。不同于该线上其它二台二线式高架车站的无配线设计，犀浦东站在车站上行方向（东侧）设有两组分歧道岔，为预留的联络线。
| 1层 |      | 出入口，售票处，候车室                             |  |
| 2层 |      |                                                    |  |
|     | 侧式 |                                                    |  |
| 2道 | 2    | 成都市域铁路成灌线往成都站方向                     |  |
| 1道 | 1    | 成都市域铁路成灌线往青城山站/彭州站/离堆公园站方向 |  |
|     | 侧式 |                                                    |  |
|     |      |                                                    |  |

## 图集

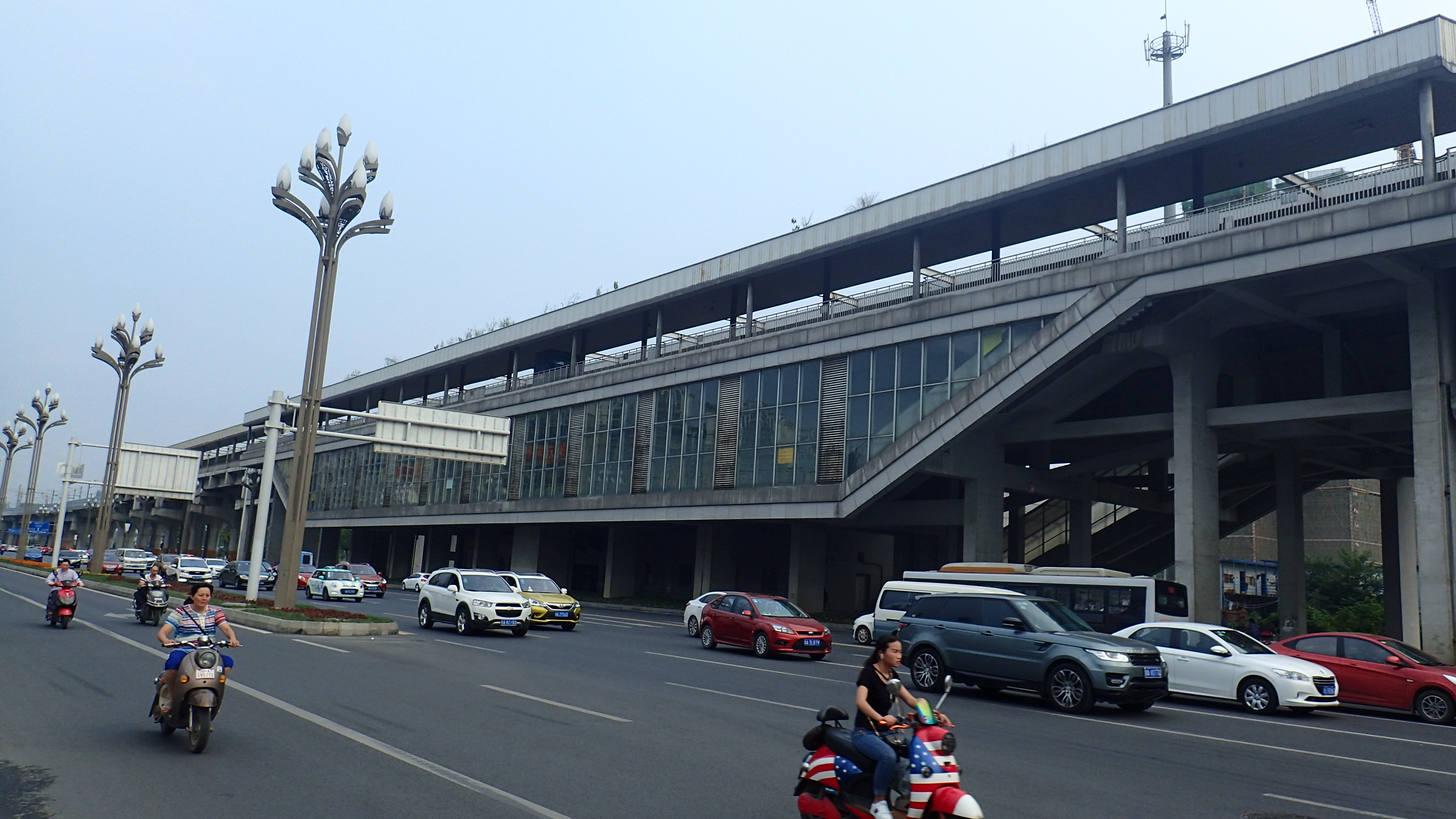
2017年，在红光大道上拍摄的犀浦东站站房
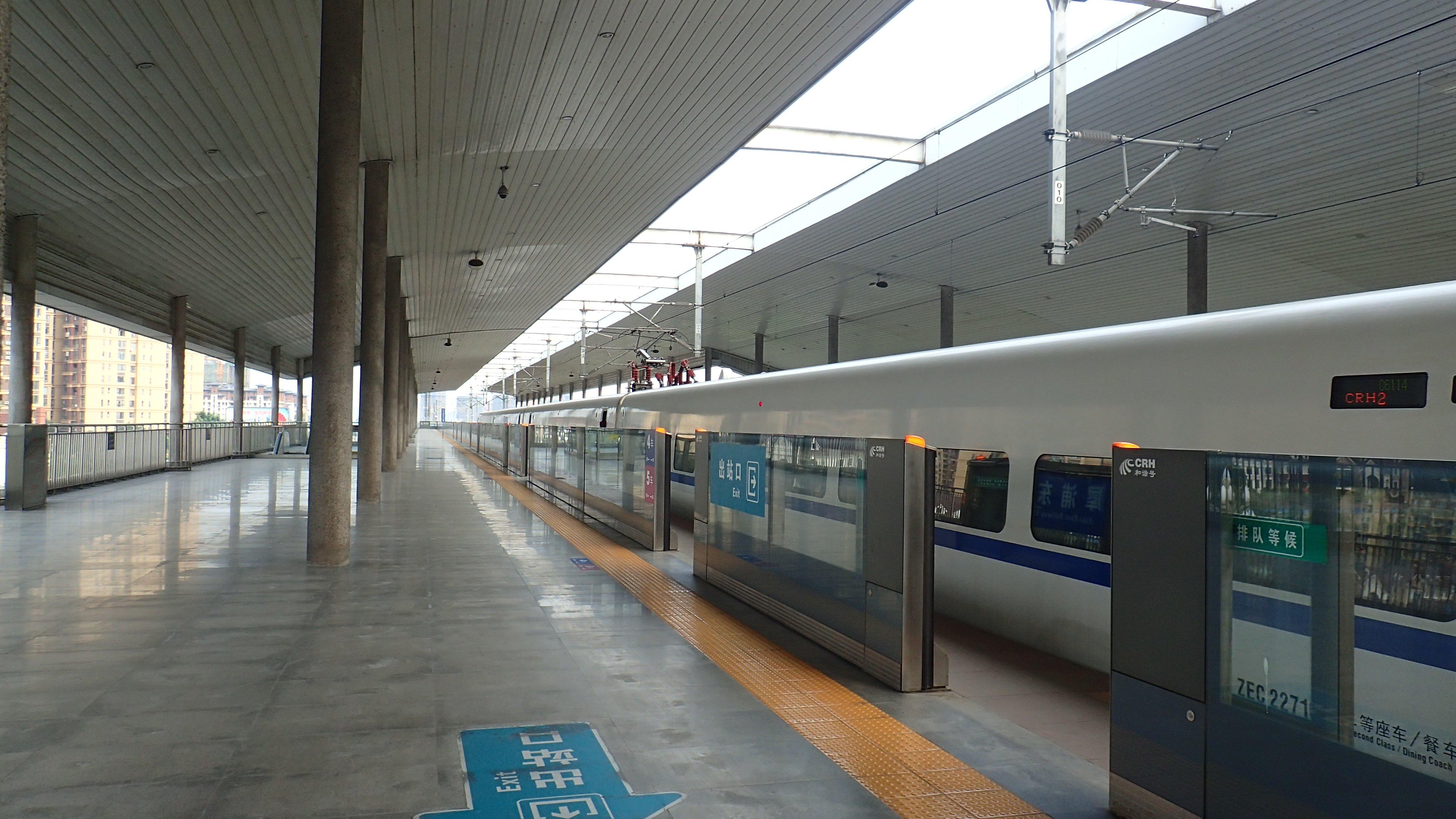
2017年，犀浦东站上行站台东南望
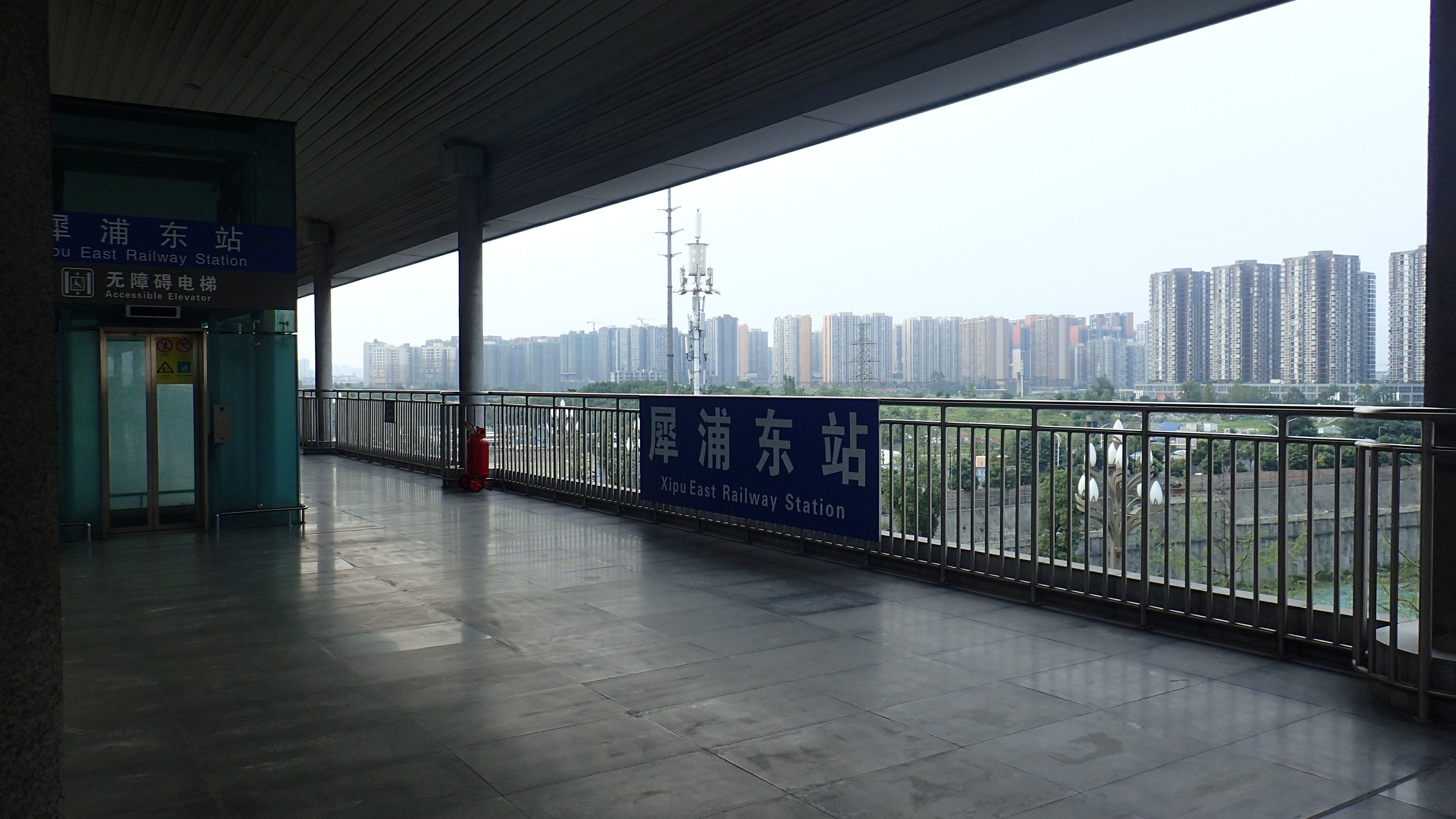
2017年，犀浦东站上行站台西北望